# Giulești (Maramureș)
Giulești é uma comuna romena localizada no distrito de Maramureș, na região histórica da Transilvânia. A comuna possui uma área de  km² e sua população era de 3245 habitantes segundo o censo de 2007.